# موهاو کراسینگ (آریزونا)
موهاو کراسینگ (به انگلیسی: Mohave Crossing) یک منطقهٔ مسکونی در ایالات متحده آمریکا است که در آریزونا واقع شده‌است. موهاو کراسینگ ۱۹۷ متر بالاتر از سطح دریا واقع شده‌است.